# 弗朗索瓦·尼库洛
弗朗索瓦·尼库洛（法語：François Nicoullaud，1940年7月24日—2021年3月20日），法国外交官，前驻伊朗大使。

## 生平
1961年毕业于巴黎政治学院，进入法國外交部工作。1970年至1973年，在法国国家行政学院进修。1973年至1975年，担任法国驻智利大使馆二等秘书。1975年至1978年，担任驻柏林法军使领馆办公室主任。1986年至1988年，担任法国驻孟买总领事。1993年至1997年，担任法国驻匈牙利大使。2001年到2005年，担任法国驻伊朗大使。2014年至2018年，他在巴黎政治学院任教。2021年3月20日在巴黎逝世。